# Mad for Each Other
Mad for Each Other (이 구역의 미친 X?, I gu-yeog-ui michin XLR; lett. "I pazzi X di questo luogo") è una serie televisiva sudcoreana trasmessa su KakaoTV dal 24 maggio al 21 giugno 2021. Internazionalmente è distribuita da Netflix.

## Trama
Noh Hwi-oh è un detective a cui la vita non va troppo male. Un giorno, a causa di un incidente, Hwi-oh perde la capacità di controllare la rabbia e si rivolge a uno psichiatra. Tra i pazienti c'è anche la sua vicina di casa Lee Min-kyung, che non si fida più di nessuno, è delirante e compulsiva. Inizialmente si irritano a vicenda, ma con il tempo si innamorano.

## Personaggi e interpreti
- Noh Hwi-oh, interpretato da Jung Woo
- Lee Min-kyumg, interpretata da Oh Yeon-seo

## Riconoscimenti
- APAN Star Award[3]
  - 2022 – Candidatura Miglior web drama
- Blue Dragon Series Award[4]
  - 2022 – Candidatura Miglior attrice protagonista a Oh Yeon-seo